# Descripción general de África
Descripción general de África es una obra geográfica e histórica del viajero, militar e historiador español Luis del Mármol Carvajal (1524-1600), publicada entre 1573 y 1599. En ella combina los conocimientos adquiridos como cautivo y viajero por el norte de África durante veintidós años con información procedentes de diversidad de fuentes clásicas y contemporáneas. Desde su publicación tuvo una gran difusión tanto a nivel nacional como internacional, especialmente tras su traducción francesa de 1667.

## Estructura y contenido
El libro fue concebido por su autor hacia 1570 como una gran obra histórico-geográfica en doce tratados, que finalmente quedaron en once, al no incluirse uno último sobre las islas africanas. Se publicó en dos entregas y tres volúmenes. La primera parte se editó en Granada en 1573, por el librero Juan Díaz y el impresor René Rabut, en dos tomos: uno incluyendo los libros I y II (294 folios) y otro que contenía los libros III al VI (310 folios). La segunda parte, que recogía los tratados VII al XI (117 folios), apareció en Málaga en 1599, en la imprenta de Juan René (y se considera como el primer libro impreso en esa ciudad). El esquema del contenido y distribución de los tratados de la obra es el siguiente:
- Primera parte de la Descripción General (Granada, 1573):

Primer volumen de la primera parte:
Libro 1º. General descripción de África
Libro 2º. Origen de la secta de Mahoma y guerras con los cristianos
Segundo volumen de la primera parte:
Libro 3º. Reino de Marruecos
Libro 4º. Reino de Fez
Libro 5º. Reino de Tremecén
Libro 6º. Reino de Túnez
- Segunda parte de la Descripción General (Málaga, 1599):

Libro 7º. Numidia
Libro 8º. Libia interior
Libro 9º. Baja Etiopía
Libro 10º. Alta Etiopía
Libro 11º. Egipto
La obra combina una exposición geográfica general (Libro I), con una narración cronológica (Libro II) y una tercera mezcla de ambas: descripción territorial e histórica  (III a XI). Así, el primer tratado contiene una descripción de las principales regiones geográficas (Berbería, Numidia, Libia o Sáhara, Tierra de los Negros, Egipto y Alta Etiopía), con sus cualidades climáticas y principales ríos, una relación de animales y minerales exóticos y fabulosos, seguida de una caracterización de los principales pueblos del Magreb (bereberes y azuagos, árabes urbanos y nómadas), sus lenguas, leyes y costumbres, concluyendo con una digresión de las exploraciones y conquistas portuguesas –tomada del cronista portugués Damião de Góis– y sus contactos con la reina de los abisinios y el rey de Manicongo.
El Libro II contiene una especie de anales de la expansión islámica por Oriente Próximo, África y Europa, cuyo primer hilo conductor es la sucesión de los califas árabes de Damasco y de Bagdad hasta su decadencia (capítulos 1-29), siendo a partir de entonces el nexo principal del relato las sucesivas dinastías «africanas» o «moras», es decir, del Magreb (capítulos 30-40): almorávides, almohades, benimerines, watasíes y saadíes, pero siempre con especial atención al proceso de la llamada «Reconquista» española, las cruzadas y todo tipo de enfrentamientos entre el islam y la cristiandad desde el siglo VII al año 1571 (batalla de Lepanto). 
Por último, cada uno de los libros III al XI está dedicado monográficamente a un reino o región, y en ellos se combina geografía física y humana e historia: descripción del territorio, con especial atención a las ciudades y su entorno (poblamiento, recursos económicos, costumbres) y de su devenir histórico, centrándose en los pueblos y vestigios anteriores al islam (especialmente bereberes y romanos), la llegada o las fundaciones de los árabes y los conflictos con los nuevos poderes emergentes en la región (portugueses, españoles, saadíes u otomanos). Destacan por su mayor detalle y exactitud los tratados referidos al Magreb, mientras que el resto se basa fundamentalmente en textos tradicionales más o menos rigurosos.

## Significado
El objetivo fundamental que persigue la obra, según declara su autor desde el mismo prólogo, es dar a conocer a los españoles, y a los europeos en general, el territorio norteafricano para fomentar tanto su conquista como los intercambios comerciales. Este concepto utilitario y de sentido geopolítico está presente a lo largo de toda la obra.
Mármol, en su concepción cíclica de la historia, consideraba a la civilización islámica al mismo nivel que otras de la Antigüedad, como caldeos, asirios, medos, persas, macedonios, romanos, cartagineses o bizantinos. Un imperio emergente que, impulsado por un líder carismático como Mahoma, había tenido una rápida expansión por el mundo conocido y que más tarde había entrado en un periodo de decadencia debido a sus disensiones internas. Disidencia que nuestro autor confiaba que confundiera a los poderosos otomanos, con la unión de los estados cristianos en la Santa Liga que restituiría para la cristiandad Jerusalén, Constantinopla y Grecia, como en una nueva cruzada.
El elemento de conexión entre cristianos y musulmanes en la obra es su continua confrontación bélica desde la aparición y expansión del islam por Oriente Medio y el Mediterráneo. Esta predominante visión de enfrentamiento político-religiosa no impide que la obra recoja elementos positivos sobre las regiones norteafricanas. Mármol destaca el alto grado de civilización alcanzado en ciudades como Marrakech o Fez, con monumentos admirables y cuyos colegios compara con las universidades europeas del momento. 
Su posicionamiento intelectual respecto a la civilización islámica –presente en sus dos obras- se podría resumir en la siguiente proposición, aparentemente contradictoria: era un profundo admirador de la cultura árabe y un acérrimo enemigo de la religión islámica.
A pesar de que hoy sabemos que, posiblemente por su limitado conocimiento de la lengua árabe, consultó menos textos en esa lengua de los que declara en su obra, el mismo reconocimiento de la utilidad historiográfica de las fuentes árabes constituye un planteamiento plenamente moderno y convierte a la obra de Mármol en pionera dentro de la historiografía española y uno de los precedentes de lo que más tarde se conocería como orientalismo.

## Relación con otras obras del autor
La Descripción de África tiene una clara conexión con la otra obra de Mármol, Historia del rebelión y castigo de los moriscos del reino de Granada (Málaga, 1600), donde se narra la cruenta sublevación y represión de los cristianos nuevos granadinos en contra de la política aculturadora de Felipe II. De hecho, la intención inicial del autor fue publicarlas conjuntamente, pero problemas editoriales y seguramente de oportunidad, pospusieron la aparición de ésta. De nuevo se aborda un conflicto entre cristianos y musulmanes (más bien criptomusulmanes), aunque al mismo tiempo se explican las causas del mismo (a partir de la obligada conversión de los moriscos) y se realiza un canto a las bondades de la antigua Granada nazarí.

## Difusión
Descripción General de África tuvo una enorme influencia posterior. De hecho, se le considera la iniciadora en España de lo que algunos autores han denominado el género de las «crónicas de Berbería»: obras de autores como Diego de Torres, Suárez Montañés, Diego de Haedo y otros, que narran su experiencia personal y sus conocimientos sobre el norte de África para favorecer una posible conquista española y que, además, copiaron a Mármol. Según De Bunes: 

Para el caso español se pueden dividir los relatos sobre musulmanes y sus tierras en dos períodos, siendo la línea divisoria los últimos años del siglo XVI, época en la que aparece impresa la obra del escritor granadino. Que sea el único estudio global sobre todo el territorio ocupado por los practicantes del Islam (…) y la propia personalidad del autor son los factores que hacen de la Descripción General de África un clásico de la historiografía europea sobre este tema.

Pero su difusión fue incluso superior en los ámbitos científicos e intelectuales extranjeros, especialmente tras la traducción de la obra al francés realizada por Nicolás Perrot (L'Afrique de Marmol, París, 1667), considerándose una autoridad y fuente casi única en muchos aspectos sobre el Magreb del siglo XVI.
En la Biblioteca de la Real Academia de la Historia se conserva el original autógrafo por Luis del Mármol, con correcciones de su hermano Juan Vázquez del Mármol, del segundo volumen de la Primera parte de la Descripción General de África, dedicado a los reinos de Marruecos, Fez, Tremecén y Túnez. Referencia: Mss.9-5088.

## Ediciones
- Primera parte de la descripcion general de Africa, con todos los successos de guerras que a auido entre los infieles, y el pueblo Christiano, y entre ellos mesmos desde que Mahoma inue[n]to su secta, hasta el año del Señor mil y quinientos y setenta y vno, Granada, René Rabut, 1573.
- Libro tercero, y segvndo volvmen de la primera parte de la descripcion general de Africa, con todos los sucessos de guerra, y cosas memorables…, Granada, René Rabut, 1573.
- Segvnda parte y libro septimo de la Descripcion General de Africa,  donde se contiene las provincias de Numidia, Libia, la tierra de los Negros, la baxa y alta Etiopia, y Egipto, con todas las cosas memorables della…, Málaga, Juan René, 1599.
- Descripción General de África (1573-1599), tomo I, Madrid, 1953 (edición facsímil parcial, con prólogo de Agustín González de Amezua, que incluye sólo el primer volumen de la de Granada, 1573).

## Traducciones
- L'Afrique de Marmol, traducción de Nicolas Perrot, sieur d'Ablancourt, París, 1667 (traducción francesa abreviada, muy poco fiel y muy inexacta).
- افريقيا / لمرمول كرفجال ؛ ترجمه عن الفرنسية محمد حجي ... = Ifrīqiyā / li-Marmūl Karfajāl, traducción de al-Faransīyah Muḥammad Ḥajjī et al., Rabat, 1984 (traducción árabe a partir de la traducción francesa abreviada de 1667).
- Wasf Ifriqiya, traducción de Muhammad al Qad y Muhammad al Jabrouni, Tánger, 2013 (traducción árabe de la obra íntegra a partir de la edición original española).